# Snake (videojoc)
Snake, a vegades anomenat la serp, és un videojoc clàssic de mitjans de la dècada de 1970 que manté la seva popularitat des de llavors. Va gaudir d'una audiència massiva quan va ser incorporat com a joc per defecte en els telèfons Nokia el 1998.

## Argument
En el joc, el jugador o usuari controla una llarga i prima serp que es desplaça pel taulell delimitat alhora que recull els aliments (o simplement, punts) i intenta evitar colpejar-se amb la seva pròpia cua o els extrems del taulell. Cada vegada que la serp passa per sobre un tros de menjar (punt), la cua creix i ocupa una posició més, fet que eleva la dificultat de la partida. L'usuari controla la direcció del cap de la serp (a dalt, a baix, esquerra o dreta) i el cos de la serp la segueix. Una restricció afegida és que el jugador no pot detenir el moviment de la serp mentre la partida està en marxa.

## Desenvolupament
Alguns jocs del Snake es van idear a partir del joc arcade Blockade, desenvolupat per Gremlin el 1976. La primera versió coneguda per a microordinador, titulat Worm, va ser programada el 1978 per P. Trefonas en els ordinadors TRS-80 i va ser publicada per CLOAD magazine el mateix any. Aquest va ser seguit poc després per una versió del mateix autor per a ordinadors Commodore PET i Apple II. P. Trefonas va escriure per primera vegada una versió de Hustle per a microordinadors el 1979, publicada posteriorment per CLOAD magazine. Aquest va ser desenvolupada posteriorment per Milton Bradley per als TU-99/4A el 1980.
Algunes versions més conegudes van ser per exemple, Neopets, conegut com a «Meerca Chase». La seva versió revisada és coneguda com a «Meerca Chase II». Durant un temps es va incloure en MS-DOS una variant popular denominada Nibbles. El TimeSplitters 2 va incloure una variant del snake controlat per una palanca de control analògica anomenada Anaconda. Això sí, va ser inclòs com un joc ocult.
La versió inclosa en el Nokia N70 i altres models posteriors dels mòbils Nokia és una versió 3D, amb diferents tipus d'objectius per nivells. La versió dels Nokia també tenen una serp.